# فلوریدا وست اینترنشنال ایرویز
فلوریدا وست اینترنشنال ایرویز (به انگلیسی: Florida West International Airways) یک شرکت هواپیمایی با کد یاتا RF است که در تاریخ ۱۹۸۱ میلادی تأسیس شده است.
دفتر مرکزی فلوریدا وست اینترنشنال ایرویز در شهرستان میامی-دید، فلوریدا، ایالات متحده آمریکا واقع شده‌است و به ۲ مقصد، پرواز مستقیم انجام می‌دهد.